# Râul Runc, Someș
Râul Runc este un curs de apă afluent al râului Someș. 

## Hărți
- Harta Județul Maramureș
- Harta Județul Satu Mare